# アノーニモ
アノーニモ（英:ANONIMO）は、イタリア・フィレンツェにて発祥のスイスの時計メーカーである。アノーニモという名前の由来は、イタリア語で「無名の」、つまり「製品は常にブランドより先行していなければならない」という意味が込められている。

## 歴史
1997年、イタリア・フィレンツェにて設立された。
2001年、アイコニックミリターレコレクションを発表した。アイコニックは現在、6時位置または12時位置に設置されたクラウンガードがアノーニモのアイコンとなっている。
2013年、アノーニモ愛好家の独立投資家に買収された。その後、社名をアノーニモSAと改名して、本社をスイス・ジュネーブへと移転する。

## パネライとの関係
アノーニモは、オフィチーネ・パネライと密接な関係にある。1972年、ジュゼッペ・パネライが亡くなった後、ビジネスの管理をイタリアの海軍幹部でエンジニアのディノ・ゼイに譲り渡した。そして25年程が経過し、リシュモン・グループがパネライを買収した。時計の開発に愛着を持っていたディノ・ゼイを含む数名の時計師とデザイナーチームの彼らはアノーニモを設立することを決意した。
アノーニモのウォッチデザインは、20世紀初期よりイタリアの潜水艦乗組員のために秀でた精度と堅牢な耐久性を兼備したダイビングウォッチを供給してきた地元フィレンツェの職人の影響を受けている。

## 腕時計製品
アノーニモの腕時計は生産の拠点をスイスに移した後、スイスにてコレクションの開発を行っている。コレクションは総合的に再構築され、厳格なスイスメイドの基準を満たしている。スイスのセリタ社の自動巻きムーブメントを搭載し、そのケースは耐久性に優れたDLC加工のステンレススティールやマリーンブロンズを使用している。それらの素材は時計製造でアノーニモが初めて採用したものである。

## 評価
アノーニモは創業以来、時計愛好家の間で高い評価を得ている。2013年に時計の愛好家の個人投資家によって買収された。イタリアの海軍の戦闘ダイバーに向けた時計製造技術の長年の伝統は現在まで継承されている。